# هیپلی
هیپلی (به انگلیسی: Heapey) یک روستا و محله مدنی در بریتانیا است که در Borough of Chorley واقع شده‌است. هیپلی ۱٬۰۰۱ نفر جمعیت دارد.